# 停車時間

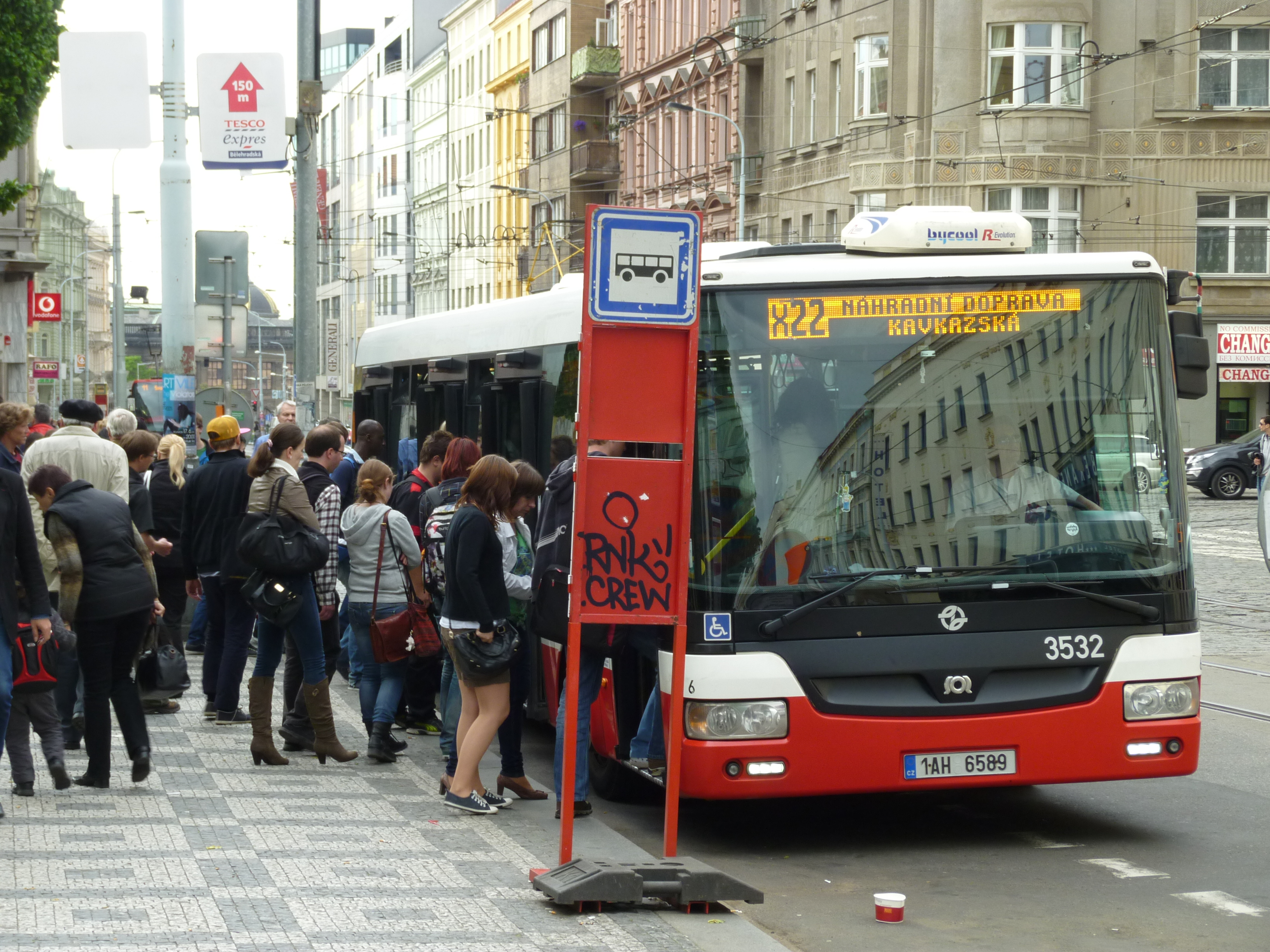
在捷克布拉格市某道路停靠的公交车

在交通运输中，停车时间（英語：Dwell time）是指公共交通（如公共汽车或火车）载具在预定站点停留而不移动的时间。通常这段时间用于供乘客上下车，但也可能用于待避、试图转入平行交通，或空转时间以免早点。停车时间是衡量公共交通效率的一种常用方法，目前普遍需要缩短停车时间。

## 铁路系统
停车时间对于铁路系统尤为重要。在停留时间长的地方，铁路班次增加。停留时间是铁路系统的一个重点；停留时间的减少通常会减少车次。
旅客需要时间乘降。几乎总是乘客先下车，然后乘客在月台上候车。各种不同的因素决定了这需要多长时间，包括车门大小、候车旅客数量或从站台到车厢地板的高度。地铁系统试图通过增加车门数量解决列车停车时间过长的问题。另一种解决方案是增加门宽，但受制于列车的其他瓶颈（例如楼梯或大量旅客无法乘降）而没有实际效果。 
火车站结构也会影响停车时间。窄站台、门前的结构元素，或通常难以进出车站的通道都会对影响停车时间。旅客需要在车厢内等待其他旅客离开以便落客。较旧的车站（尤其是第一次世界大战前建造的车站）通常空间有限，客流量可能极低。
解决停车时间过长的一种解决方案（尤其是在高客流量站点）是在列车两侧设置月台（即“西班牙式月台”）。
前往机场的铁路车次停留时间可能很长。由于乘客都带着行李，上下车时间变得更长。自1970年代以来，機場聯絡軌道系統已变得流行，许多新建机场都设置了机场捷运。行李车厢有助于缩短停留时间，但在地铁系统中，携带行李的旅客可能与其他旅客挤在一起。

## 停车时间增加原因
停车时间的主要原因因模式、时间和线路而异。然而停车时间一般受到停靠站乘降乘客数量的影响。沿平台和车辆之间的密度不平衡主要是由于人为和动机因素（压缩到达时的距离和时间）。
对于公共汽车，停车时间过长的一个原因是乘客使用轮椅升降机。除却操作坡道或升降机外，驾驶员通常还需要保护乘客。
纽约地铁过载会导致列车停留时间增加和发车延误（尤以2014年后为甚）。

## 减少停车时间的方法
- 使月台水平并与列车地板齐平，继而免于使用轮椅辅助器材。
- 在检票口处加快或取消车费支付。旅客可在车辆进站前支付车费，就像在快速交通系统中所做的那样。
- 多进站口进站
- 乘客沿站台和车辆之间均匀分布。基于代理和动机的模拟[9]可以通过测试各种假设场景和效果来帮助建立更好的架构和行为（轻推）建议[10]。